# Даниел Кийс
Даниел Кийс (на английски: Daniel Keyes) е американски писател на произведения в жанра научна фантастика, фентъзи, психологически трилър и документалистика. Пише комикси под псевдонимите Крис Даниелс (Kris Daniels) и АД Лок (AD Locke).

## Биография и творчество
Даниел Кийс е роден на 9 август 1927 г. в Бруклин, Ню Йорк, САЩ, в еврейското семейство на Уилям и Алике Кийс. Учи за кратко в Нюйоркския университет, след което на 17-годишна възраст отива да служи в Морската служба на САЩ като моряк на търговски кораб и корабен касиер-домакин на петролни танкери в периода 1945 – 1946 г. След това се завръща в Ню Йорк и през 1950 г. получава бакалавърска степен по психология от Бруклинския колеж. След дипломирането си се занимава с модна фотография като партньор във фотостудио до 1953 г..
Месец след дипломирането си, започва работа към компанията за списания на издателя Мартин Гудман. Става редактор на булевардните списания на Марвел и започва да пише комикси за компанията „Атлас Комикс“, предшественик на „Марвел Комикс“ от 50-те години. След като Гудман престава да публикува булевардни списания, става асоцииран редактор на „Атлас“ под ръководството на главния редактор и арт директор Стан Лий. Около 1952 г. става един от няколкото писатели на издателството, които пишат комикси за хорър и научна фантастика. В периода 1955 – 1956 г. пише за „EC Comics“, включително за заглавията му „Shock Illustrated“ и „Confessions Illustrated“, както под собственото си име, така и под псевдонимите Крис Даниелс, АД Лок и Доминик Георг.
Заедно с работата си по комиксите започва да пише научна фантастика. Първият му разказ „Precedent“ е издаден през 1952 г.
В периодите 1954 – 1955, 1957 – 1962 г. работи като преподавател по английски език в държавните гимназии в Бруклин, Ню Йорк. Едновременно с работата си следва и получава през 1961 г. магистърска степен по английска и американска литература от градския голеж на Ню Йорк.
В периода 1962 – 1966 г. е инструктор по английски език в Държавния университет Уейн, Детройт, Мичиган. В периода 1966 – 1972 г. е преподавател по английски език и творческо писане във факултета по английска литература в университета в Атина, Охайо, а в периода 1972 – 1978 г. е директор на центъра за творческо писане. През 2000 г. е удостоен с отличието „доктор хонорис кауза“.
Разказът му „Цветя за Алджърнън“ е издаден през 1959 г. Той е съставен като научни доклади за напредъка на мъжът с умствени увреждания Чарли, който се подлага на експериментална операция и за кратко се превръща в гений, преди ефектите да изчезнат трагично. Разказът печели годишната награда „Хюго“ за най-добра новела. През 1961 г. разказът е екранизиран като серия в телевизионен сериал. След това разказът е преработен в романа „Цветя за Алджърнън“, който е издаден през 1966 г. Романът печели наградата „Небюла“. През 1968 г. романът е екранизиран във филма „Чарли“ с участието на Клиф Робъртсън и Клер Блум, а по-късно и в други филми и телевизионни сериали.
Автор е и на романите „Докосването“, „Петата Сали“ и „До смърт ...“, както и на документалните книги „Умовете на Били Милиган“ и „Войните на Милиган“.
През 2009 г. е издаден романа му „Пророчества от лудницата“. Главната героиня Рейвън се събужда в лудницата. Тя страда от раздвоение на личността и се лекува от поредния си опит за самоубийство. Но сега от подсъзнанието ѝ излизат заровени детайли за предстояща терористична атака срещу Съединените щати. Тя трябва да се бори с похитители, които не искат тайните да се разкрият, а един американски таен агент се впуска в луда надпревара, за да я спаси и да открие „ключа“, който ще освободи заключените спомени.
През 2000 г. получава награда за почетен автор от Асоциацията на американските писатели на научна фантастика и фентъзи.
На 14 октомври 1952 г. се жени за Ауреа Васкес, модна стилистка, фотографка и художничка. Имат две дъщери – Хилари Ан и Лесли Джоан.
Даниел Кийс умира от усложнения от пнеммония на 15 юни 2014 г. в Бока Ратон, Флорида.

## Произведения

### Самостоятелни романи
- Flowers for Algernon (1966) – издаден и като „Charly“, награда „Небула“
Цветя за Алджърнън, изд.: ИК „Кибеа“, София (1997, 2010), прев. Елика Рафи
- The Touch (1968) – издаден и като „The Contaminated Man“
- The Fifth Sally (1980)
- Until Death... (1994)
- The Asylum Prophecies (2009)
Пророчества от лудницата, изд.: ИК „Кибеа“, София (2012), прев. Пейчо Кънев

### Разкази
- Precedent (1952)
- Robot Unwanted (1952)
- Something Borrowed (1952)
- The Trouble With Elmo (1952)
- Flowers for Algernon (1959) – награда „Хюго“
Цветя за Олджернън, изд. Списание „Наука и техника за младежта“ (1969), прев. Г. Георгиев
- Crazy Maro (1960)
Безумният Маро, изд. Списание „Наука и техника за младежта“ (1980), прев. А. Грозданова
- A Jury of its Peers (1963)
- The Quality of Mercy (1966)
- Spellbinder (1967)
- Mama's Girl (1992)

### Сборници
- Daniel Keyes Collected Stories (1989)

### Документалистика
- Unveiling Claudia: A True Story of Serial Murder (1986)
- Algernon, Charlie and I (2000)

#### Серия „Били Милиган“ (Billy Milligan)
1. The Minds of Billy Milligan (1981) – награда „Курд Ласвиц“
2. The Milligan Wars (1994)

### Екранизации
- 1961 The United States Steel Hour – тв сериал, 1 епизод по разказа „Flowers for Algernon“
- 1968 Чарли, Charly – по романа „Цветя за Алджърнън“
- 2000 Flowers for Algernon – тв филм
- 2006 Annyeonghaseyo haneunim! – тв сериал
- 2006 Des fleurs pour Algernon – тв филм
- 2014 Des fleurs pour Algernon – тв филм
- 2015 Algernon ni Hanataba wo – тв минисериал, 10 епизода